# Tovarnik
 Ovo je glavno značenje pojma Tovarnik. Za druga značenja pogledajte Tovarnik (razdvojba).
Tovarnik je općina u Hrvatskoj u Vukovarsko-srijemskoj županiji.

## Zemljopis
Tovarnik je općina koja se nalazi u Istočnoj Slavoniji u Vukovarsko-srijemskoj županiji nadomak Republike Srbije (2 km).

## Stanovništvo
Po popisu iz 1991. općina Tovarnik ima 4240 stanovnika.
Po popisu iz 2001. općina Tovarnik ima 3335 stanovnika.
Po popisu iz 2011. općina Tovarnik ima 2792 stanovnika.
| broj stanovnika | 2730  | 3300  | 3086  | 3453  | 3714  | 3894  | 3745  | 4012  | 3339  | 3833  | 4675  | 4376  | 4127  | 4240  | 3335  | 2775  | 2067  |
|                 | 1857. | 1869. | 1880. | 1890. | 1900. | 1910. | 1921. | 1931. | 1948. | 1953. | 1961. | 1971. | 1981. | 1991. | 2001. | 2011. | 2021. |

| broj stanovnika | 2003  | 2272  | 2047  | 2272  | 2390  | 2521  | 2428  | 2502  | 1990  | 2279  | 2984  | 3049  | 2960  | 3001  | 2326  | 1916  | 1385  |
|                 | 1857. | 1869. | 1880. | 1890. | 1900. | 1910. | 1921. | 1931. | 1948. | 1953. | 1961. | 1971. | 1981. | 1991. | 2001. | 2011. | 2021. |

## Povijest
Rimljani su u posljednjim desetljećima prije Krista osvajali ova područja. Napravili su brojna utvrđenja, a među njima i Ulmo, današnji Tovarnik.
Prvi pisani spomen Tovarnika potječe još iz 14. stoljeća, a radi se o ugovoru kojim Martin, sin bana Andrije, pred srijemskim kaptolom, daje u zalog svoj posjed Tovarnik svojoj drugoj ženi Klari. Ugovor je sklopljen 1. lipnja 1335. godine.
30. studenog 1943. na području današnje Općine Tovarnik nacističke snage počinile su pokolj u Ivancima u kojem je stradalo 73 mještana dok je naselje u potpunosti uništeno. Tovarnik je bio poprište žestokih borbi u drugom svjetskom ratu, kada se u njegovoj blizini nalazio srijemski front. 8. prosinca 1944. u ovome srijemskom mjestu su partizani, prema nepotpunim podacima, ubili 51 Tovarničanina.[nedostaje izvor]
Za vrijeme velikosrpske agresije na Hrvatsku, JNA je djelovala na strani velikosrba. Početkom agresije, okupirala je Tovarnik. Nakon okupacije Tovarnika JNA, domaći i srbijanski četnici počinili su 22. rujna 1991. masovni zločin u kojem su ubili 68 mještana, među kojima i župnika Ivana Burika, protjerali nesrpsko pučanstvo i oštetili više od 75% kuća i gospodarskih zgrada, a za taj ratni zločin do danas nitko nije odgovarao.

## Gospodarstvo
Općina Tovarnik suosnivač je i član Ureda za međunarodnu suradnju i ruralni razvoj, zajedno s općinama Nijemci, Tompojevci, Lovas i gradom Ilokom - TINTL.
Gospodarenjem njivama bavi se firma Agro-Tovarnik.

## Poznate osobe
- vlč. Ivan Burik, hrvatski svećenik[5]
- Antun Gustav Matoš, hrvatski književnik
- Simo Popović, crnogorski ministar obrazovanja
- Stevan Popović, vijećnik kraljevskog stola sedmorice u Zagrebu

## Spomenici i znamenitosti
- Svetište Gospe Ilačke u Ilači
- Rodna kuća Antuna Gustava Matoša

## Obrazovanje
- Osnovna škola Antuna Gustava Matoša
- Osnovna škola Ilača

## Kultura
- U Tovarniku su dvije crkve, katolička crkva svetog Mateja i pravoslavna crkva svetog Georgija.
- U Tovarniku djeluje Udruga dr. Ante Starčević

## Šport
- NK Hajduk Tovarnik
- Teniski klub AS Tovarnik

Svakog ljeta u Tovarniku se igra malonogometni turnir.

## Promet
U smislu željeznice, Tovarnik je granični kolodvor sa susjednom državom Srbijom. Kao takav, važan je pogranični kolodvor na željezničkom paneuropskom koridoru X, najvažnijem željezničkom pravcu Republike Hrvatske.

## Vanjske poveznice
Stranice Općine Tovarnik